# Guadalupe Victoria (Guerrero)
Guadalupe Victoria es una localidad del estado mexicano de Guerrero. Es parte del municipio de Xochistlahuaca.

## Toponimia
El nombre de la localidad rinde homenaje a Guadalupe Victoria, primer presidente de México.

## Demografía
| Gráfica de evolución demográfica |
|                                  |

| Censo | Población |
| ----- | --------- |
| 1950  | 1 119     |
| 1960  | 1 293     |
| 1970  | 1 046     |
| 1980  | 1 752     |
| 1990  | 2 372     |
| 2000  | 1 982     |
| 2010  | 2 342     |
| 2020  | 2 511     |